# Макарова, Нина Альбертовна
Ни́на Альбе́ртовна Мака́рова (в девичестве — Па́влова) (5 декабря 1963, Изи Памаш, Сернурский район, Марийская АССР, РСФСР, СССР) ― советская и российская артистка балета, балетмейстер, педагог. Артистка балета, педагог-репетитор  Государственного ансамбля танца «Марий Эл» (1986―2016), балетмейстер народного ансамбля песни и танца «Сударушка» (1990―2014). Кандидат исторических наук, доцент Марийского государственного университета. Заслуженная артистка Российской Федерации (2016). Народная артистка Республики Марий Эл (2009). 

## Биография
Родилась 5 декабря 1963 года в деревне Изи Памаш ныне Сернурского района Марий Эл в многодетной семье механизатора.
В 1982 году окончила Марийское республиканское культурно-просветительное училище с отличием.
В 1986 году с отличием окончила Куйбышевский институт культуры по специальности «руководитель самодеятельного танцевального коллектива».
В 1986―1991 годах ― артистка балета, в 1991―2016 годах ― педагог-репетитор Государственного ансамбля танца «Марий Эл». 
Одновременно в 1990―2014 годах ― балетмейстер народного ансамбля песни и танца «Сударушка».
В 2007―2013 годах ― балетмейстер студенческого фольклорного ансамбля «Марий мурсем» Марийского государственного университета.
С 1996 года ― преподаватель Марийского колледжа культуры и искусств имени И. С. Палантая.
С 2006 года ― доцент Марийского государственного университета. 

## Научно-преподавательская деятельность
В 2012 году защитила кандидатскую диссертацию «Марийское хореографическое искусство: опыт исторического развития», кандидат исторических наук.
Сферы научных интересов: марийское профессиональное танцевальное искусство, история хореографического искусства, история театра, сценическая практика, мировая художественная культура, история культуры народов, населяющих Марий Эл, и народов Поволжья. 
Является автором более 30 опубликованных научных работ, среди них: книги «Ансамбль имени республики» (2011), «Марийское хореографическое искусство: опыт исторического развития» (2015, 2016) и др.
Член жюри хореографических конкурсов и танцевальных турниров международного всероссийского и республиканского уровня: «Михаил Мурашко приглашает друзей», «Серебряный башмачок», «Радуга талантов», «Твоё направление», «Молодые таланты Республики Марий Эл» и др.  

## Основные научные публикации
Список основных научных публикаций Н. А. Макаровой:
- Макарова Н. А. Ансамбль имени республики. Государственный ансамбль танца «Марий Эл». ― Йошкар-Ола: Газета «Марий Эл», 2011. ― 96 с., ил.
- Макарова Н. Танцы Марийского края // Балет. ― 2011. ― № 1. ― С. 34―35.
- Макарова Н. Танцующая республика // Марий сандалык = Марийский мир. ― 2010. ― № 4. ― С. 10―14.
- Макарова Н. А. Марийский народный танец: проявление социального / Социальное: содержание, смысл, поиск в современном культурно-историческом пространстве и дискурсе: материалы Международной научно-практической конференции. ― Казань, 2011. ― С. 585―594.
- Макарова Н. А. История развития марийского танцевального искусства в XX в. // Молодой учёный. ― 2011. ― № 7. ― Т. 2. ― С. 37―41.
- Макарова Н. Танец ― язык дружбы. Национальные и интернациональные идеи в программе Государственного ансамбля танца «Марий Эл» // Ончыко. ― 2011. ― № 9. ― С. 153―156.
- Макарова Н. А. Первый марийский национальный балет «Лесная легенда» А. Луппова // Молодой учёный. ― 2011. ― № 8. ― Т. 2. ― С. 160―162.
- Макарова Н. А. История становления марийского хореографического искусства // Социокультурное развитие Республики Марий Эл: История и современные процессы (к 90-летию Республики Марий Эл): материалы Всероссийской научно-практической конференции. ― Йошкар-Ола: Мар. гос. ун-т, 2011. ― С. 133―138.
- Макарова Н. А. Истоки танцевального искусства народа мари // Проблемы ревитализации традиционной культуры народов Волго-Камья: материалы Всероссийской научно-практической конференции. ― Йошкар-Ола: Мар. гос. ун-т, 2011. ― С. 110―117.

## Признание
- Заслуженная артистка Российской Федерации (28 июня 2016)[1] ― за большие заслуги в развитии отечественной культуры и искусства, многолетнюю плодотворную деятельность [10]
- Народная артистка Республики Марий Эл (2009)[1][2]
- Заслуженная артистка Республики Марий Эл (2002)[1][2]
- Государственная молодёжная премия Марий Эл имени Олыка Ипая (1998)[1][2]
- Почётная грамота Правительства Республики Марий Эл[3]